# Planète Sciences
 (décembre 2022).
Planète Sciences est une association loi de 1901 qui depuis 1962 propose aux jeunes des activités scientifiques et techniques expérimentales, dans le cadre des loisirs et du temps scolaire, avec le soutien de grands organismes scientifiques et industriels tels que le CNRS, le CEA, ainsi que différents ministères. Le CNES représente le partenaire historique de l'association.
Planète Sciences est agréée par le ministère de la Jeunesse comme association d'éducation populaire et comme association habilitée à dispenser les formations BAFA et par le ministère de l’Éducation nationale comme Association complémentaire à l'enseignement public.

## Histoire

Logo de l'ANSTJ.

L'association Planète Sciences a été créée en 1962, d'abord sous le nom de ANCS (Association Nationale des Clubs Scientifiques). En 1969, alors qu'est créée la Fédération nationale des clubs scientifiques (FNCS), elle devient Association Nationale des Clubs Spatiaux et adhère à la FNCS dont la vocation est plus large (en effet celle-ci réunit l'AFAE, les jeunes vulcanologues, les clubs Jean Perrin, etc.).
Elle reprend une vocation multithématique et pluri cadres en 1977, en devenant l'Association Nationale Sciences Techniques Jeunesse jusqu'en 2002, avant de devenir Planète Sciences à l'occasion de ses 40 ans.

## Mission
Son rôle est de sensibiliser les jeunes à la pratique expérimentale des sciences avec le concours de clubs scientifiques et la participation d'animateurs et formateurs spécialisés dans l'encadrement de centres de vacances, d'ateliers, de Projets d'Actions Éducatives, d'expositions...
Afin de développer la culture scientifique et technique auprès des jeunes, sont organisés des loisirs scientifiques et techniques en France et à l'étranger, sont mises en place des collaborations avec l'enseignement pour la réalisation de travaux à caractère expérimental, sont formés des animateurs et formateurs à l'animation scientifique, etc.
Le projet éducatif de l'association est disponible sur son site Web dans la rubrique Qui sommes nous.

## Structure
Planète Sciences désigne à la fois une association, dont le siège social est basé au Palais de la découverte à Paris, et un réseau regroupant, outre l'association nationale, un ensemble de délégations, antennes et relais répartis sur le territoire français, et depuis 2004 en Espagne.

### Délégations régionales
Planète Sciences comporte huit délégations territoriales : Auvergne-Rhône-Alpes, Hauts-de-France, Île-de-France, Méditerranée (Provence-Alpes-Côte d'Azur), Occitanie, Normandie, Sarthe et Vendée.

## Domaines d'activités
L'association est divisée en plusieurs thématiques d'activité :
- thématique Espace, secteur historique de Planète Sciences ;
- thématique Robotique ;
- thématique Environnement et Énergie ;
- thématique Astronomie.

Certaines délégations régionales ont développé des activités spécifiques comme :
- l'Archéologie ;
- la Météo.

### Figures de l'association

#### Membres élus
- Louis Couffignal (1902-1966), premier président (ANCS)
- Pierre-Julien Dubost, membre fondateur ANCS
- Pierre Quetard, président d'honneur de Planète Sciences, président de 1969 à 2000
- Jean-Claude Guiraudon, membre d'honneur de Planète Sciences
- Guy Préaux, vice-président de Planète Sciences
- Jean-Pierre Ledey, président d'honneur de Planète Sciences
- Michel Eymard, président de Planète Sciences

#### Personnalités marquantes, liées à l'association
- Hubert Curien (1924-2005) : « le plaisir d'enseigner conduit au plaisir d'apprendre. Apprendre et comprendre, c'est renoncer au renoncement », novembre 2002, colloque des 40 ans de l'Anstj

- Général Aubinière (1912-2001) [2] : « l'Anstj est l'âme du CNES », 1992 à l'occasion des 30 ans de l'Anstj à la « Cité des sciences et de l'industrie »

- Michel Bignier (1926-2006) [3], ancien président du CNES, ancien président d'honneur de Planète Sciences

- Bernard Martin (disparu en juillet 2006) fut, en tant que directeur d'école et conseiller municipal, un des principaux artisans de l'installation de l'association nationale à Ris-Orangis. Homme engagé, il a œuvré en outre pour l'éducation, les sciences et le milieu associatif. En son hommage, l'association a donné son nom à la base technique des clubs : Espace des Sciences Bernard Martin [4]

## Principales manifestations
- aux mois de février et mars : Trophées régionaux de robotique, puis finale nationale ;

- au mois de mai : Coupe de France de robotique suivie de Eurobot, la coupe européenne de robotique ;
- au mois de juillet : séjours de vacances, campagne nationale de lancement de ballons stratosphériques et de fusées expérimentales ;
- au mois d'août : coorganisation des Nuits des étoiles  et camp astronomie

### Les trophées de robotique
Cette section ne s'appuie pas, ou pas assez, sur des sources secondaires ou tertiaires indépendantes du sujet.

Pour l'améliorer, ajoutez-en, ou placez des modèles {{Source secondaire souhaitée}} ou {{Source secondaire nécessaire}} sur les passages mal sourcés. (décembre 2022)
Les Trophées de Robotique constituent un défi ludique et technologique. Ces défis existent en France depuis 1993. En 2006 a eu lieu au Parc d'Aventures scientifiques et de Société, en Belgique, la première rencontre européenne.
Ce concours s'adresse aux jeunes de 8  à   18 ans en écoles primaires, collèges, lycées (jusqu'à la terminale), centres de loisirs, clubs, etc. Les jeunes doivent construire un robot filoguidé.
Les équipes participent à une rencontre régionale puis les 60 équipes sélectionnées sont qualifiées pour la finale nationale française. Différentes finales nationales ont lieu dans les pays participant. 
Le règlement de la compétition change chaque année: à la fois pour donner toutes les chances aux équipes nouvelles et pour stimuler celles qui ont déjà participé. Mais certains points restent constants. En effet, les jeunes doivent mettre au point un robot et son système de commande (liaison électrique) permettant de faire des rencontres de 90 secondes. Les robots ont une taille limitée 1 mètre de circonférence au départ, et ils évoluent sur une aire de jeu souvent « accidentée » de 2 × 3 m et de 10 % d'inclinaison.
Ces défis, organisés par Planète Sciences au niveau français donnent lieu à une finale européenne Eurobot Junior également organisée par Planète Sciences. 70 bénévoles participent à l'organisation de la finale.
Depuis 2005, l'éducation nationale suggère aux professeurs de technologie, dans son programme pédagogique, de participer à des concours de robotique.

### Les Nuits des étoiles
Planètes Sciences coordonne, depuis 1991, en partenariat avec l'Association française d'astronomie au mois d'août de chaque année la Nuit des étoiles, constituée par un ensemble de manifestations pour faire découvrir l'Astronomie au grand public proposé par les réseaux des clubs et associations locales. Cet événement qui dépasse largement les frontières nationales Nuit des étoiles a été créé en 1991 sous son premier intitulé de Nuit des étoiles filantes à l'initiative d'Éric Piednoël et Olivier Las Vergnas, Alain Cirou, Hubert Reeves, Patrick Roth, Daniel Kunth et Pierre-Henri Arnstam en associant la chaîne de télévision France 2 à une opération déjà mise en place sous le nom de Nuit nationale des étoiles filantes dans les clubs d'astronomie dès 1986-87 au sein du réseau de clubs ANSTJ/Planète sciences par Eric Piednoël et Olivier Las Vergnas.